# Jüdische Musik
Jüdische Musik erstreckt sich über einen Zeitraum von rund 3000 Jahren, von der biblischen Periode über die Diaspora und die Gründung des Staates Israel bis in die Gegenwart. Sie umfasst sowohl religiöse als auch weltliche Musik. Dieser Artikel behandelt hauptsächlich die religiös geprägte Musik, weitere Angaben zu weltlicher jüdischer Musik finden sich unter Klezmer. Die Texte der religiösen jüdischen Musik sind zum größten Teil in hebräischer Sprache, in geringem Ausmaß auch in aramäisch verfasst (siehe dazu Kaddisch und Kol Nidre); diejenigen der weltlichen Musik hingegen meist in der jüdischen Umgangssprache (Ladino bzw. Jiddisch) oder auch in der Landessprache. – Der Aufbau dieses Artikels folgt im Wesentlichen der Vorlage der Encyclopaedia Judaica.

## Einführung
Curt Sachs hat in seiner Eröffnungsrede zum ersten internationalen Kongress jüdischer Musik in Paris 1957 die jüdische Musik wie folgt definiert: „Jüdische Musik ist diejenige Musik, die von Juden für Juden als Juden gemacht wurde“. In einer solchen funktionalen Definition werden die Bereiche von Beschreibung, Analyse und daraus zu ziehenden Folgerungen offen gelassen.
Wie bei allen anderen Nationen und Kulturen wird auch die jüdische Musik durch ihren Ursprung bestimmt und durch geschichtliche Eigenarten modifiziert. Im Ursprung gelten dieselben Prinzipien, die bei allen Abkömmlingen der nahöstlichen Hochkulturen gewirkt haben. Die Musik selbst wird durch mündliche Überlieferung geschaffen, ausgeführt und weitergegeben. Die Praxis steht im Rahmen von religiösen und literarischen Überlieferungen, die ihrerseits schriftlich festgelegt sind.
Der historische Faktor der jüdischen Musik ist die Diaspora. Durch ihre Zerstreuung kamen die Juden in Kontakt mit einer Vielzahl regionaler musikalischer Stile, Praktiken und Ideen. Einige davon entsprachen eher ihrer eigenen Überlieferung (z. B. im Nahen Osten und rund ums Mittelmeer), andere unterschieden sich davon grundsätzlich (beispielsweise im Europa nördlich der Alpen und der Pyrenäen).
Die Frage der musikalischen Notation verdeutlicht die spezifisch jüdische Problematik. Einerseits entwickelte das Judentum niemals ein Notensystem im europäischen Sinne (ein Ton = ein Symbol). Auch das europäische Judentum übernahm das Notensystem der umgebenden Kultur nur in einigen Gemeinden während bestimmter Perioden, und nur für gewisse Bereiche der musikalischen Tätigkeit. Andererseits dienen die Teamim weltweit als Indikatoren für gewisse melodische Motive zur Festlegung der Kantillation der biblischen Texte. Der melodische Inhalt dieser Kantillation ist hingegen von Ort zu Ort verschieden und wird ausschließlich mündlich überliefert. Die syntaktischen und grammatischen Funktionen, welche ebenfalls durch die Teamim festgelegt werden, sind mindestens gleich alt wie die melodischen Traditionen und ihrerseits in schriftlich überlieferten Doktrinen (Halacha) und Diskussionen festgelegt.

## Biblische Periode

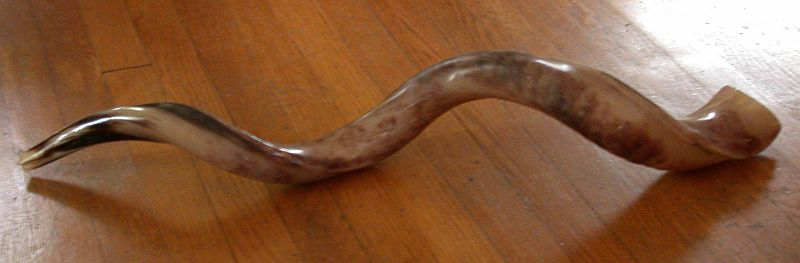
Ein Schofar im jemenitischen Stil.

Die Bibel ist die wichtigste und reichste Quelle für das Wissen über das musikalische Leben im alten Israel bis zur Rückkehr aus dem Babylonischen Exil. Sie wird durch mehrere Zusatzquellen ergänzt: archäologische Funde von Musikinstrumenten und von Abbildungen musikalischer Szenen, vergleichbares Material aus benachbarten Kulturen sowie nachbiblische Quellen wie die Schriften von Philo, Flavius Josephus, die Apokryphen und die Mischna. Allerdings wird die Bibel mit ihrer Mischung aus teils mythologischer Geschichtsschreibung, Poesie und religiös-politischer Propaganda von der modernen Forschung als historische Quelle inzwischen sehr skeptisch bewertet (Siehe hierzu auch Historische Exodus-Forschung). Die biblischen Aussagen zur Musikpraxis widersprechen teilweise den archäologischen Befunden. Eine Rekonstruktion der damaligen Musik ist nicht möglich.
Es ist kaum möglich, die biblischen Zeugnisse über Musik chronologisch genau einzuordnen, da oft in einer relativ späten Quelle bestimmte Ereignisse einer früheren Periode zugeordnet werden. Ein Beispiel dafür ist der Bericht des Chronisten über die Aufstellung der Tempelmusik durch König David. Zahlreiche Einzelheiten, vor allem der prominente Status der levitischen Sänger, der auf König David zurückgeführt wird, werden dabei wohl aus der Zeit des Chronisten zurück projiziert, um die levitische Position zu stärken.
Die mythische Dimension der Musik erscheint in der biblischen Tradition nur in der Erzählung von Jubal, "dem Vater aller Kinnor- und Ugaw-Spieler" (Gen 4,21 , zu den Instrumentennamen siehe unten). Die meisten biblischen Beispiele für die Erwähnung von Musik betreffen ihre kultische Bedeutung. In Berichten über das Stiftszelt in der Wüste Sinai fehlt die Musik gänzlich. Die "Glocken" (Pa'amon, vielleicht auch "Rasseln") auf dem Gewand des Oberpriesters hatten keine musikalische, sondern apotropäische Funktion. Die Trompeten dienten hauptsächlich zur Anleitung der Volksmassen, sowie zur "Erinnerung" an Gott bei Opferungen und in Kriegszeiten (Num 10,1-10 ). Der Bericht über den Umzug der Bundeslade nach Jerusalem durch David, der durch Instrumentalspiel begleitet wird, steht im Zusammenhang eines spontanen Volksfestes und beschreibt kein etabliertes Ritual. Nicht einmal die Beschreibung der Einweihung von Salomos Tempel im 1. Buch der Könige enthält explizite Musikbeschreibungen. Erst bei der Wiedererrichtung des Tempeldienstes in der Zeit von König Joasch werden Trompeten erwähnt (2 Kön 12,14 ).
Im 2. Buch der Chronik erscheint dann das musikalische Element auf einen Schlag als wichtigster Teil des Tempeldienstes, mit ausführlichen, wiederholten Listen und Genealogien der levitischen Sänger und Instrumentalisten, von David geplant und von Salomo eingerichtet. Da die Listen der Rückkehrer aus dem babylonischen Exil im Buch Esra und Nehemia einige Familien von Tempelsängern enthält, kann angenommen werden, dass es mindestens gegen Ende des salomonischen Tempels schon eine gewisse organisierte kultische Musik in Jerusalem gab. Andererseits ist anzunehmen, dass Musik im ersten Tempel nur eine sehr geringe Rolle spiele und in den Heiligtümern außerhalb Jerusalems viel mehr gepflegt wurde. Dies ergibt sich aus der Erwähnung des "Prophetenorchesters" in Gibea (1 Sam 10,5 ) und den Zornreden des Propheten Amos gegen den äußerlichen Pomp in einem Kultort des Nordreiches (Am 5,23 ).
Nach der Rückkehr aus Babylon erhielt Musik als sakrale Kunst und als künstlerisch sakrale Handlung einen bedeutenden Platz in der Organisation des Tempeldienstes. Der Psalm 137 An den Flüssen Babylons beschreibt keine abstrakte Personifizierung, sondern levitische Sänger, die im Dienste ihrer Eroberer das Lob der assyrischen und babylonischen Könige singen mussten. So wurden Hof- und Tempelorchester in Mesopotamien zum Prototyp der Tempelmusik, die nach der Rückkehr der Juden in Jerusalem errichtet wurde.

### Liste der in der Bibel erwähnten Instrumente
Folgende Instrumente werden in der Bibel erwähnt (alphabetisch):
1. Asor, siehe unten bei Newel.
2. Halil, Blasinstrument mit zwei Pfeifen, wahrscheinlich einer Melodiepfeife und einer Brummpfeife. Das Instrumentenmundstück war wahrscheinlich wie bei der Klarinette mit einfachem Rohrblatt ausgestattet. Das Instrument wurde bei Freude- und Trauerzeremonien verwendet.
3. Hazozra, Blechblasinstrument, aus kostbarem Metall, normalerweise aus Silber hergestellt. Es wurde von Priestern bei Opfer- und Krönungszeremonien verwendet.
4. Kaitros/Katros, siehe unten bei Danielische Instrumente.
5. Keren, aramäisch Karna, siehe unten bei Schofar.
6. Kinnor. Ein Saiteninstrument aus der Familie der Leiern. Der kanaanitische Typus des Instruments, der bestimmt auch von den Israeliten verwendet wurde, ist asymmetrisch. Das Instrument hatte wahrscheinlich eine Durchschnittshöhe von 50 bis 60 cm und war von der Tonhöhe her im Altbereich angesiedelt, wie Funde aus Ägypten zeigen (wo die Form und auch der Name des Instruments von den benachbarten Semiten übernommen wurde). Kinnor wurde zum Hauptinstrument im Orchester des zweiten Tempels. Es wurde von König David gespielt und war deshalb bei den Leviten hoch angesehen. Laut Flavius Josephus hatte es zehn Saiten und wurde mit einem Plektrum gespielt.
7. Maschrokita, siehe unten bei Danielische Instrumente.
8. Mena'an'im, ein Rasselinstrument, das nur einmal bei der Beschreibung des Transports der Bundeslade nach Jerusalem erwähnt wird (2. Buch Samuel 6,5) und an anderer Stelle (1. Buch der Chronik 13,8) unter dem Namen Meziltajim (siehe unten) erscheint. Nach dem 7. vorchristlichen Jahrhundert verschwanden diese Rasseln und wurden durch die neu erfundene Metallglocke ersetzt (siehe unten Pa'amon).
9. Meziltajim, Zilzalim, Mezillot. Die beiden ersten Formen stehen wahrscheinlich für Zimbeln. Die in Ausgrabungen gefundenen Zimbeln waren plattenförmig und aus Bronze hergestellt, mit einem durchschnittlichen Durchmesser von 12 cm. Sie wurden von den Leviten im Tempeldienst verwendet. Mezillot werden in Secharja 14, 20 als Glöckchen erwähnt, die Pferden umgehängt werden. Sie entsprechen wahrscheinlich den Metallglöckchen, die auf assyrischen Reliefs zu sehen sind.
10. Minnim, ein unklarer Begriff, wahrscheinlich ein Saiteninstrument.
11. Newel, eine Art Leier, vielleicht ursprünglich aus Kleinasien, größer als der verwandte Kinnor und deshalb mit tieferem Ton. Laut Flavius Josephus hatte es 12 Saiten und wurde mit den Fingern gezupft. Es war das zweitwichtigste Instrument im Tempelorchester. Gemäß der Mischna bestanden die Saiten aus Schafdärmen. Newel asor, oder in der Kurzform Asor, war vermutlich eine kleinere Form von Newel mit nur zehn Saiten.
12. Pa'amon werden in Exodus und bei Flavius Josephus erwähnt. Sie gehörten zur Bekleidung des Hohepriesters, die Bedeutung ist Glocke. Die in Palästina gefundenen Glocken sind klein, bestehen aus Bronze und haben einen eisernen Klöppel.
13. Psanterin und Sabchal, siehe unten bei Danielische Instrumente.
14. Schalischim, nur im 1. Buch Samuel 18, 6-7, als Instrument erwähnt, das von Frauen gespielt wird. In Analogie mit einem ugaritischen Wort für Metall könnte es sich um Zimbeln handeln.
15. Schofar, siehe dort.
16. Sumponia, siehe unten bei Danielische Instrumente.
17. Tof, eine runde Rahmentrommel, wird mit Tanz in Verbindung gebracht und oftmals von Frauen gespielt.
18. Ugaw, immer noch unklar, kein Blasinstrument gemäß mittelalterlicher Exegese, einiges spricht dennoch für eine Längsflöte.[3] Oder es handelt sich um die Harfe, die wie die Laute (Minnim?) niemals zum kanaanitischen und israelitischen Instrumentarium gehörte.
19. Danielische Instrumente. Daniel 3, 5 beschreibt auf Aramäisch ein Orchester am Hofe des babylonischen Königs. Es enthält folgende Instrumente: Karna, Maschrokita, Kaitros, Sabbcha, Psanterin, Sumponia sowie „allerlei Arten von Instrumenten“. Karna ist ein Horn, und Kaitros, Sabbcha und Psanterin sind aramaisierte Formen der griechischen Wörter Kithara, Sambyke und Psalterion (für die beiden Letzteren siehe Harfe). Maschrokita ist ein Pfeifinstrument, und Sumponia entspricht dem griechischen Begriff Symphonie, wörtlich „Zusammenklang“. Sehr wahrscheinlich bedeutet dieser Ausdruck gar kein Musikinstrument, sondern beschreibt das Zusammenklingen der vorher erwähnten Instrumente, was durch den Zusatz allerlei Arten von Instrumenten noch verstärkt würde.[e 6]

## Entstehung des synagogalen Gesangs
Die Zerstörung des Tempels zu Jerusalem im Jahre 70 erforderte eine vollständige Neuausrichtung im religiösen, liturgischen und geistigen Bereich. Die Abschaffung des Tempeldienstes bedeutete ein abruptes Ende der durch Leviten ausgeführten Instrumentalmusik. Das Verbot des Gebrauchs von Instrumenten in der Synagoge hat sich mit wenigen Ausnahmen bis in die heutige Zeit erhalten. Da die musikalischen Traditionen der Leviten und ihre beruflichen Regeln ausschließlich mündlich überliefert wurden, sind davon keine Spuren erhalten geblieben. Der synagogale Gesang war demnach ein Neubeginn in jeglicher Beziehung – vor allem auch hinsichtlich der geistigen Grundlage. Das Gebet übernahm von nun an die Rolle des Opferdienstes, um Vergebung und Gnade Gottes zu erlangen. Es musste in der Lage sein, einen weiten Bereich menschlicher Gefühle auszudrücken: Freude, Dankbarkeit und Lob sowie Flehen, Sündenbewusstsein und Zerknirschung.
In den ersten nachchristlichen Jahrhunderten herrschte in den verschiedenen jüdischen Gemeinden im Nahen Osten eine große stilistische Einheit bei der Rezitation der Psalmen und weiterer biblischer Bücher. Derselbe Rezitationsstil findet sich auch in den ältesten Traditionen der katholischen, orthodoxen und syrischen Kirchen. Da ein enger Kontakt zwischen den christlichen Glaubensrichtungen nur zu einem sehr frühen Zeitpunkt bestand, müssen die gesanglichen Strukturen vom Christentum zusammen mit den Heiligen Schriften selbst übernommen worden sein.
Der Pentateuch und Ausschnitte aus den Propheten werden im synagogalen Gottesdienst regelmäßig vorgetragen, während die anderen biblischen Bücher für gewisse Festtage vorbehalten sind. Es ist für die Synagoge charakteristisch, dass der biblische Text niemals vorgelesen bzw. deklamiert wird, sondern stets mit musikalischen Akzenten (Teamim) und Kadenzen versehen wird. Der Kirchenvater Hieronymus bezeugt diese Praxis um das Jahr 400 mit den Worten: decantant divina mandata: „sie (die Juden) singen die göttlichen Gebote“.
In der talmudischen Zeit wurden die musikalischen Akzente ausschließlich mündlich überliefert, und zwar durch die Praxis der Chironomie: Hand- und Fingerbewegungen zum Anzeigen der verschiedenen Kadenzen. Die Chironomie war schon von Sängern im alten Ägypten ausgeübt worden und wurde später auch von den Byzantinern übernommen. Bis vor kurzem wurde diese Überlieferung in Italien und Jemen gepflegt. In der zweiten Hälfte des ersten christlichen Jahrtausends wurden von den Masoreten nach und nach schriftliche Akzente eingeführt. Einige Gemeinden, vor allem jemenitischer und bucharischer Herkunft, verzichten bis heute auf schriftliche Anweisungen zum Vortrag des Bibeltextes und tragen die Bibel in einer sehr einfachen Weise vor, indem sie ausschließlich psalmodische Kadenzen verwenden. Die Beschränkung des biblischen Vorsingens auf einen kleinen Notenbereich und beschränkte Verzierungen ist beabsichtigt und dient der verschärften Wahrnehmung des Wortes. Curt Sachs nennt diese Art von Musik logogenisch: sie entsteht aus dem Wort und dient dem Wort.

### Teamim und Neumen
Am Rande einiger Schriftrollen vom Toten Meer (Jesaja-Manuskript und Habakuk-Pescher) stehen unübliche Zeichen, die von den Teamim im masoretischen Text abweichen. In römischen, syrischen und armenischen Neumen finden sich dazu keine Parallelen, wohl aber in gewissen „paläo-byzantinischen“ Neumen, die in frühen byzantinischen und altkirchenslawischen Manuskripten gefunden wurden. Diese Neumen gehören zur Kontakia-Notation, die im 5. bis 7. Jahrhundert zur Niederschrift des byzantinischen Hymnentypus Kontakion (Mehrzahl Kontakia) verwendet wurde (siehe dazu Romanos Melodos). Der Einfluss syrischer und hebräischer Poesie auf die Kontakia ist bekannt. Die Neumennotation selbst wurde noch im 9. und 10. Jahrhundert in Byzanz verwendet, und ihre ursprünglichen Formen sind auch in den ältesten kirchenslawischen Manuskripten zu finden.

## Musik in der mittelalterlichen Diaspora

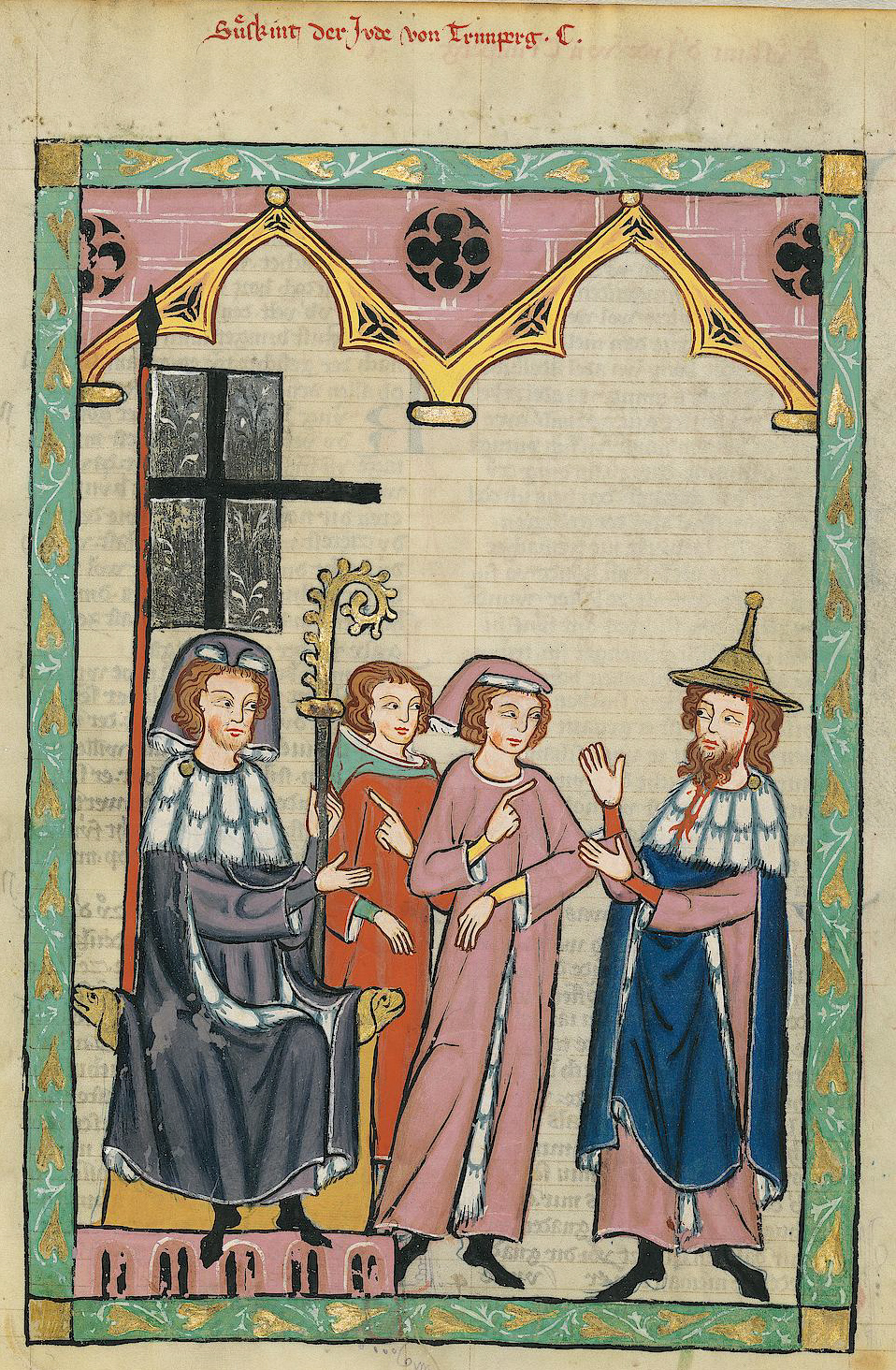
Der jüdische Spruchdichter Süßkind von Trimberg rechts im Bild mit Judenhut (Codex Manesse, 14. Jhd.)

Der Beginn einer neuen Periode in der jüdischen Musik kann um die Mitte des 10. Jahrhunderts angesetzt werden. Bis zu diesem Zeitpunkt war das Akzentsystem des biblischen Textes abgeschlossen. Musik wurde zu einem Thema der philosophischen Betrachtung, und die Poesie erhielt durch die Einführung des musikalischen Metrums und der damit verbundenen ästhetischen Werte einen neuen Charakter. Gleichzeitig ereigneten sich wichtige politische Änderungen. Die islamische Expansion trennte die lokalen jüdischen Gemeinden von den babylonischen Akademien. Die Juden hatten sich als Dhimmis in die allgemein herrschende Kultur zu integrieren, mussten dafür ihre administrative Autonomie aufgeben. In sehr unterschiedlicher Weise konnten sich religiöse Forschung, Lehre und Kultur weiterentwickeln, abhängig vom jeweiligen Kalifen. Da die traditionelle Schriftproduktion der Antike noch ca. zwei Jahrhunderte während der islamischen Expansion fortbestand, erfuhr die Geisteswissenschaft hier nicht sofort den Bruch, der das übrige Europa (Ende der Papyruslieferungen) in das Mittelalter führte. Mit Posten und Sonderrechten wurden etwa die Juden in Spanien gegen andere Dhimmis (die Christen) ausgespielt. Dieser politisch erzeugte Gegensatz wurde zum Auslöser des mit der Reconquista beginnenden modernen Antisemitismus.
Der Begriff des Chasan geht auf die Zeit des Römischen Reiches zurück und bezeichnete zunächst den Vertreter des Archisynagogos, d. h. des Leiters einer jüdischen Gemeinde. Dies war eine ehrenvolle Funktion: Im Codex Theodosianus von 438 wurden seine Inhaber von Steuern befreit, und Papst Gregor der Große bestätigte diese Bestimmung im Jahre 600. Im rein musikalischen Bereich, im Sinne eines Vorbeters, wird „Chasan“ etwa seit dem 9. Jahrhundert verwendet. Die Funktion des Vorbeters im jüdischen Gottesdienst wurde vom Vater auf den Sohn übertragen. Zu dieser Zeit musste ein Chasan auch in der Lage sein, Pijjutim, d. h. Hymnen, zu schreiben und zu vertonen. Die enge Verbindung zwischen Chasanut, d. h. der Kunst des Vorbetens, und Pijjutim erscheint in einigen Briefen, die sich aus der Genisa in Kairo erhalten haben. Da die Gemeinden im mittelalterlichen Ägypten stets neue Hymnen zu hören wünschten, führte dies dazu, dass die Vorbeter ihre Pijjutim untereinander austauschten, sie insgeheim von Kollegen abschrieben und darüber eine internationale Korrespondenz führten, die bis Marseille reichte.
Der Begriff musika taucht erst im 10. Jahrhundert im hebräischen Sprachgebrauch auf, und zwar in der arabisierten Form mūsīkī. Er bezeichnete das Konzept der Wissenschaft der Musik bzw. der Musiktheorie. Dieser Wissenschaftszweig gilt als der vierte im klassischen Quadrivium. Er wird von Dunasch ibn Tamim (890–ca. 956), einem jüdischen Sprachwissenschaftler und Astronomen aus Kairouan, als „die vorzüglichste und letzte der propädeutischen Disziplinen“ bezeichnet.
In der Mitte des 10. Jahrhunderts führte Dunasch ben Labrat, ein Schüler von Saadia Gaon, das musikalische Metrum in die hebräische Poesie ein. Die arabischen Dichter hatten die Metrik der alten Griechen, die auf zeitlich festgelegten Silbenlängen beruht, schon im 8. Jahrhundert übernommen, doch im Unterschied zum Arabischen kennt die hebräische Sprache keinen Unterschied zwischen kurzen und langen Vokalen. Die Sänger mussten demnach zwischen den verschiedenen Wortakzenten eine gewisse Anzahl Silben einfügen.
Schon zu Zeiten des Römischen Reiches hatten sich Juden den Spielleuten (ludarii) angeschlossen, denen Musiker jeglicher Herkunft beitreten konnten. Da die Gaukler und Vaganten in jedem Fall eine soziale Randgruppe darstellten, war ihre jüdische Herkunft kein Hindernis, um bei einem islamischen Kalifen oder Emir, einem christlichen König, Bischof oder Ritter als Hofmusiker zu dienen. Diese jüdischen Musiker schrieben ihre Lieder in der Landessprache. Süßkind von Trimberg, ein Spruchdichter aus dem 13. Jahrhundert, hielt sich wahrscheinlich am Hofe des Bischofs von Würzburg auf.

## Wanderungen und Mischung musikalischer Stile (um 1500–1800)

### Sephardische Juden im Orient und Okzident
1492 wurden die Sephardim aus Spanien vertrieben, sechs Jahre später aus Portugal. Viele von ihnen emigrierten in den Herrschaftsbereich des Osmanischen Reiches. Safed wurde zu einem Zentrum der mystischen Bewegung (Kabbala) unter der geistigen Führung von Isaak Luria. Mit dem Hymnus Lecha dodi („Geh, mein Freund, der Braut entgegen“), der von sechs einleitenden Psalmen – entsprechend den sechs Werktagen – und zwei abschließenden Psalmen umrahmt wird, legten die Kabbalisten in Safed den Ritus des Freitagabendgottesdienstes (Kabbalat Schabbat) fest, an welchem bis heute in jüdischen Gemeinden weltweit festgehalten wird.
Zwar hielten die sephardischen Juden auch nach ihrer Vertreibung an ihrer Sprache, dem Ladino, einer nur leicht abgewandelten Variante des Kastilischen, fest, nahmen jedoch zahlreiche Einflüsse der orientalischen Musik, besonders der türkischen Musik auf. Israel Nadschara (1555–1628), ein jüdischer Dichter aus Damaskus, scheint der erste gewesen zu sein, welcher hebräische Gedichte nach dem Makam-System vertonte. Ein Makam (türk.) bzw. Maqam (arab.) entspricht ungefähr dem westlichen Modus und ist ein System von Tonleitern sowie damit verbundenen Kompositions- und Improvisationsregeln, wobei jedem Makam ein bestimmter Charakterzug zugeordnet wird. In der sephardischen Überlieferung entwickelten sich besondere maqamat: ein feierlicher Maqam für Toravorlesungen, ein fröhlicher für Simchat Tora und Hochzeiten, ein trauriger für Beerdigungen und Tischa beAv sowie ein besonderer für Beschneidungen, zum Ausdruck kindlicher Zuneigung. Die jüdische Gemeinde von Aleppo war diejenige, welche die Regeln des Makam-Systems am genauesten beobachtete. Nach dem Tod von I. Najara verstärkte sich der Beitrag der jüdischen Musiker auch im Bereich der Volksmusik: der türkische Reisende Evliya Tschelebi beschreibt eine Parade der Zünfte im Jahre 1638, als 300 jüdische Musiker sowie weitere jüdische Tänzer, Jongleure und Clowns an Sultan Murad IV. vorbeidefilierten.
Sephardische Juden siedelten sich auch im christlichen Europa an, darunter im Comtat Venaissin und Bayonne, in Livorno, Rom, Amsterdam und London. Ein wichtiges Zentrum der jüdischen Musik im 18. Jahrhundert war Amsterdam. Der spanische Schriftsteller Daniel Levi de Barrios (1635–1701), der ab 1674 in Amsterdam lebte, beschreibt neu zugezogene, ausgezeichnete Sänger, Harfen-, Flöten- und Vihuelaspieler, welche als Marranos nach ihrer Flucht von der iberischen Halbinsel in der portugiesischen Gemeinde aufgenommen wurden. Hier wurden in dieser Zeit Purimspiele sowie Kantaten für Simchat Tora und weitere festliche Anlässe geschrieben. Als Komponist namentlich bekannt ist Abraham Caceres, der in der ersten Hälfte des 18. Jahrhunderts lebte und von dem unter anderem die dreistimmige Vertonung eines Chorals überliefert ist, dessen Worte von Rabbiner Isaac Aboab zur Einweihung der Amsterdamer Synagoge 1675 geschrieben worden waren.

### Humanismus und Renaissance

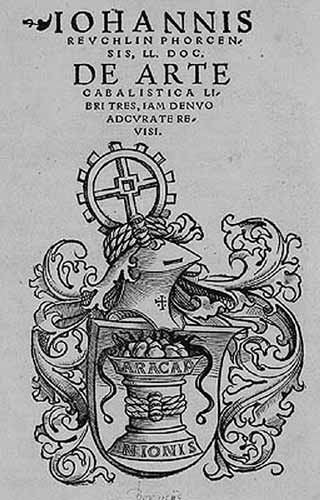
De arte cabbalistica, Hagenau 1530, Titelseite mit dem Wappen von Johannes Reuchlin

Die Humanisten des 16. Jahrhunderts wandten sich von den mittelalterlichen Dogmen ab und suchten stattdessen den direkten Kontakt mit den antiken Klassikern in der Originalsprache. Dazu gehörte auch die Beschäftigung mit der Bibel und späteren Werken der hebräischen Literatur. Mehrere christliche Gelehrte wurden zu Hebraisten, die sich eingehend mit der hebräischen Sprache und Grammatik befassten. Johannes Reuchlin, Sebastian Münster und Johann Böschenstein schrieben Abhandlungen über die hebräischen Akzente und die Rechtschreibung.
Vor allem in den Stadtstaaten der Toskana und Oberitaliens wurde auch die jüdische Bevölkerung vom Geist der Renaissance erfasst. Der Arzt und Rabbiner Abraham ben David Portaleone (1542–1612) aus Mantua verfasste das Buch Shilte ha-Gibborim („Schilde der Mächtigen“), das 1612 in Venedig im Druck erschien. Ausgehend von einer Beschreibung des Tempeldienstes berührt das Buch eine Vielzahl der damals bekannten Wissenschaften, wie zum Beispiel Architektur und Aufbau der sozialen Ordnung. Das Kapitel über den Gesang der Leviten und die verwendeten Musikinstrumente gerät zu einer musikalischen Abhandlung; das Buch wurde nach seiner lateinischen Übersetzung 1767 von vielen christlichen Schriftstellern als Quelle verwendet.
In zahlreichen norditalienischen Städten, vor allem aber am Hofe der Gonzaga in Mantua blühte ein reges musikalisches Leben, an dem jüdische Künstler bedeutenden Anteil hatten. Am wichtigsten unter ihnen ist Salamone Rossi (1550–1630), der als einer der ersten Sonaten für Melodieinstrumente und Basso continuo geschrieben hat. Ein einzigartiges Werk von Rossi ist die drei- bis achtstimmige Vertonung der Lieder Salomos, in denen chorale Psalmodie mit der Mehrchörigkeit von Andrea und Giovanni Gabrieli kombiniert wird. Diese Kompositionen waren für besondere Sabbat- und Festtage gedacht und nicht dazu vorgesehen, den traditionellen Synagogengesang zu ersetzen. Die Integration der italienischen Juden in die europäische Kunstmusik kam infolge der Belagerung von Mantua durch habsburgische Truppen und der Pestepidemie im Jahre 1630 zu einem jähen Ende.

## 19. Jahrhundert: Reformbewegung und chassidischer Nigun

### Voraussetzungen

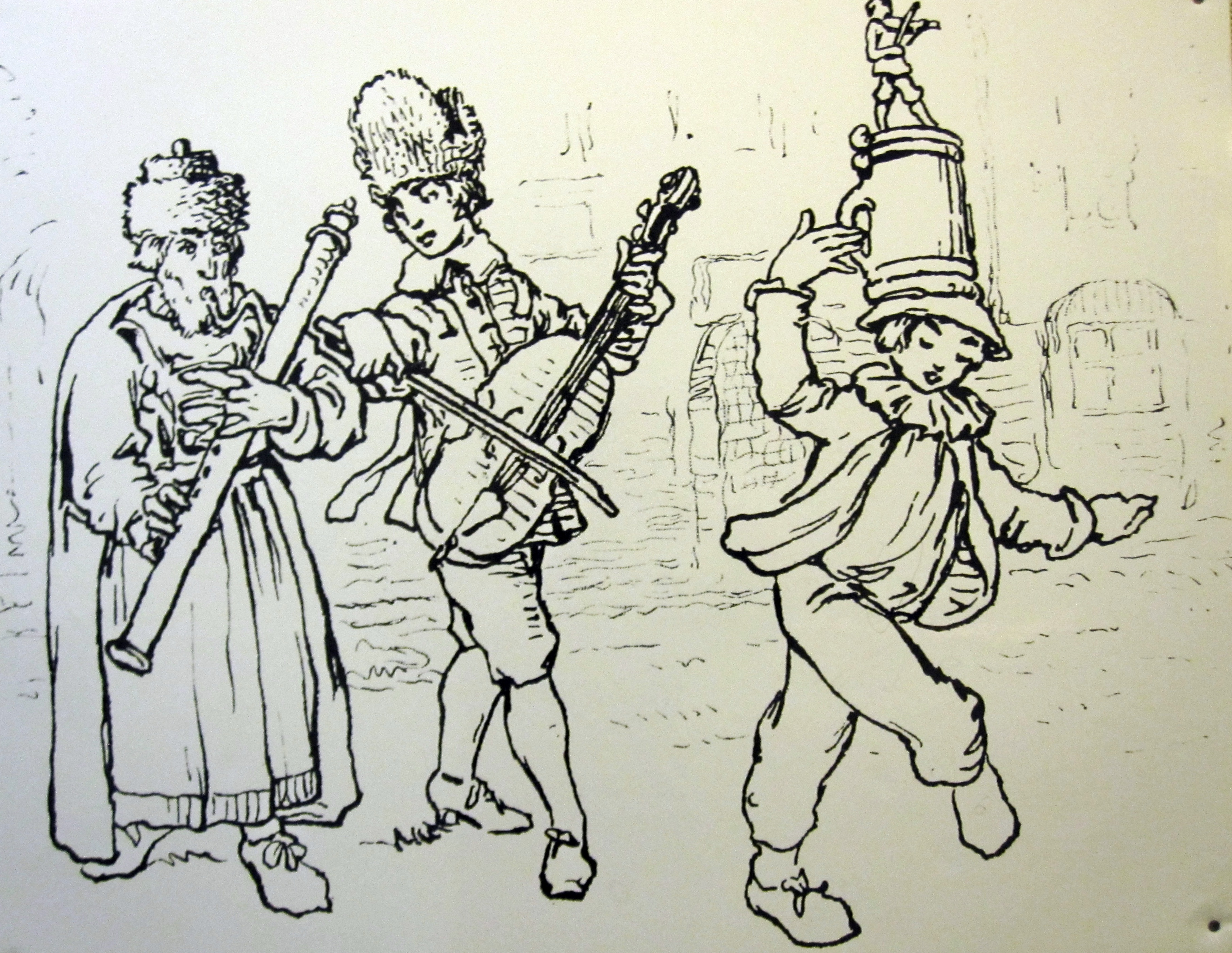
Jüdische Musikanten mit Fagott und Viola da gamba, Prag 1741

Der Prozess der Verwestlichung der aschkenasischen Musik begann und entwickelte sich zunächst am Rande der jüdischen Gesellschaft. Klezmerim waren ursprünglich professionelle Wandermusiker, die Laute spielten oder als Streichtrio auftraten, meistens mit zwei Violinen und einer Gambe. In größeren Städten traten sie zu Ehren ihrer christlichen Herrscher bei feierlichen Prozessionen auf: in Prag 1678, 1716 und 1741, und in Frankfurt am Main ebenfalls 1716. Da diese festlichen Anlässe aber sehr selten waren, waren die jüdischen Musikanten auf behördliche Privilegien angewiesen, um auch an Sonn- und Feiertagen auf Wunsch von christlichen Persönlichkeiten auftreten zu können.
Seit dem 17. Jahrhundert war es in wohlhabenden jüdischen Kreisen in Westeuropa üblich geworden, die Kinder, vor allem die Töchter, in Gesang und Instrumentalmusik zu unterrichten. Glückel von Hameln berichtet in ihren Memoiren, dass ihre Schwester eine gute Cembalospielerin war. Im Laufe des späten 18. Jahrhunderts verstärkte sich diese Tendenz, und Rahel Varnhagen schrieb, ihre musikalische Erziehung habe aus nichts anderem als aus der Musik von Sebastian Bach und der ganzen damaligen Schule bestanden. Peira von Geldern, die Mutter von Heinrich Heine, musste ihre Flöte vor ihrem strenggläubigen Vater verstecken. Sara Levy, Großtante von Felix und Fanny Mendelssohn, Tochter des Berliner Finanzmanns Daniel Itzig (1723–1799), der 1791 als erster preußischer Jude von Friedrich Wilhelm II. das Naturalisationspatent erhielt, war die letzte und treuste Schülerin von Wilhelm Friedemann Bach und bewahrte viele seiner Autographen für die Nachwelt.
Seit der zweiten Hälfte des 18. Jahrhunderts waren die Lebensbedingungen in den Ghettos und überfüllten jüdischen Ansiedlungen Europas fast unerträglich geworden. Die zahlreichen Verfolgungen, welche den wirtschaftlichen, moralischen und physischen Ruin des Judentums bezweckten, hätten fast ihr Ziel erreicht, wären sie nicht durch den Glauben an eine abschließende Erlösung und durch ungebrochenes Selbstvertrauen aufgewogen worden. Aus dem zunehmenden Druck befreite sich das europäische Judentum auf zwei gegensätzlichen Wegen: Moses Mendelssohn, Freund Lessings und Begründer der jüdischen Aufklärung, förderte die Idee der Assimilation, verbunden mit dem Wunsch nach Emanzipation. Auf der anderen Seite konzentrierte sich der Chassidismus des Baal Schem Tow und seiner Nachfolger auf die Entwicklung innerer Werte und war mit einem gewissen geistigen Eskapismus verbunden.

### Entwicklung der chassidischen Melodik
Das osteuropäische Judentum, unter dem Druck zunehmender Verarmung und der ständigen Bedrohung durch Ausrottung seit den Pogromen unter der Führung des Hetmans Bogdan Chmielnicki, verlor nach dem Scheitern der messianischen Erwartungen, die von Shabbetaj Zvi geweckt worden waren, die Hoffnung auf baldige Erlösung. Um die Mitte des 18. Jahrhunderts entstand die chassidische Bewegung und verkündete die Idee, dass mittels geistiger Werte die Seele sich aus dem Körper befreien und somit an einer höheren Existenz teilnehmen könne. In der mystischen Tradition von Safed galt ein fröhliches Herz als wichtigste Voraussetzung für das Gebet, und Singen wurde zu einer zentralen religiösen Erfahrung. Zum ersten Mal wird Musik aus dem Bereich der jüdischen Mystik bekannt; sie ist bis heute zu hören. Der chassidische Gesang ist sehr gefühlsbetont, legt dagegen weniger Wert auf die Bedeutung des Wortes. Viele Melodien beschränken sich auf ein einziges Wort oder auch nur auf einige – sinnlose – Silben, wie ja-ba-bam, ra-la-la usw. Sinn dieses Silbengesangs ist es, sich Gott in einer Weise zu nähern, die eher einem kindlichen „Stammeln“ entspricht als einer vernunftbetonten Ausdrucksweise in Worten.
Diese Art des Singens verband sich mit uralten mystischen Übungen wie Konzentration, Fasten, Kawwana und rhythmischen Bewegungen des Körpers. Nach dem Tod des Baal Schem Tow versammelten sich einige seiner Schüler im Stetl Mezhirichi, wo während Sabbatversammlungen der chassidische Niggun (Melodie) entwickelt wurde. Zu den wichtigsten Förderern dieser Melodik gehörte Rabbi Schneur Salman aus Liadi, der Begründer der Chabad-Bewegung. Von ihm ist der Ausspruch überliefert: „Drei Dinge habe ich in Mezhirichi gelernt: was Gott ist, was Juden sind und was ein Nigun ist.“
Die Anhänger des Chabad-Chassidismus widmeten der Verbindung zwischen Musik und Ekstase ihre Aufmerksamkeit. Rabbi Dov Bär aus Lubawitsch (1773–1827) beschrieb drei Arten von Melodien: 1) Melodien unter Begleitung von Wörtern, welche die Fähigkeit des „Verstehens“ fördern; 2) wortlose Melodien, welche die psycho-physische Natur jedes Menschen ausdrücken können; 3) der ungesungene Gesang, die eigentliche Essenz der Musik, die nicht in einer Melodie, sondern in der geistigen Konzentration auf das Göttliche zum Ausdruck kommt.
Im Laufe des 19. Jahrhunderts waren unter den Anhängern eines Admor bzw. Zaddik oftmals ständige Instrumentalgruppen, Sänger und Verfasser von Nigunim zu finden, und es entwickelten sich verschiedene Unterkategorien von Nigun-Stilen. Einige dieser Melodien sind stark von slawischer Volksmusik beeinflusst, gehen aber alle auf eine bestimmte Form von Shteyger zurück.
Der jiddische Ausdruck Shteyger ist die aschkenasische Parallele zum sephardischen Maqam (siehe oben). Er wird im aschkenasischen Judentum seit dem Mittelalter verwendet, bezeichnet eine gewisse Art der Tonraumgestaltung und entspricht ungefähr dem kirchentonartlichen Modus. Im Unterschied zu den Kirchentonarten muss die Tonleiter jedoch nicht unbedingt eine Oktave umfassen, die Intervalle können sich je nach aufsteigender oder absteigender Tonfolge ändern. Gewisse Hauptnoten dienen als Haltepunkte für die mittleren und abschließenden Kadenzen. Die meisten Shteyger sind nach Anfangsworten von Gebeten aus dem Siddur benannt und zeichnen sich durch spezifische Motivik aus.
Die zwei wichtigsten Shteyger, sowohl in der westlichen als auch der östlichen aschkenasischen Überlieferung, sind Ahavah Rabbah, ein Abschnitt aus dem Morgengebet Schacharit, und Adonai malach, mit dem viele Psalmen eingeleitet werden. In einer Transkription von Abraham Beer Birnbaum aus dem Jahre 1912 lautet die Tonleiter von Ahavah Rabbah wie folgt, mit dem eingestrichenen g' als Hauptnote:

Siehe dazu Phrygisch-dominante Tonleiter.
Moritz Deutsch hat 1871 in seiner „Vorbeterschule“ die Tonleiter von Adonai Malach wie folgt notiert, mit dem eingestrichenen c' als Hauptnote:

Ein weiterer Shteyger heißt Mi Sheberach.

### Reformbewegung und jüdische Kunstmusik

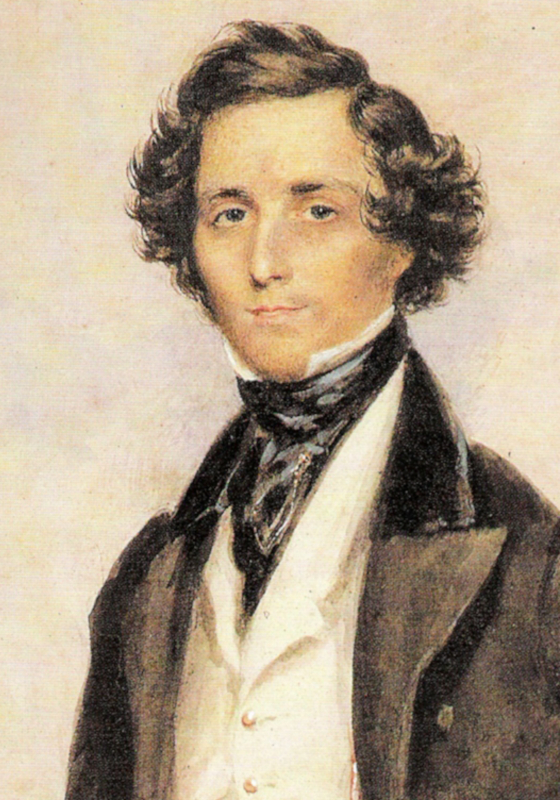
Felix Mendelssohn Bartholdy im Alter von 30 Jahren

In Westeuropa wurde die Erneuerung des Synagogengesangs durch Napoleon eingeleitet. Zur Zentralisierung und Förderung der sozialen Integration der französischen Juden wurde 1808 in jedem Département mit einer jüdischen Bevölkerung von über 2000 Personen ein Consistoire gegründet, unter der Leitung eines Grand rabbin (Oberrabbiner), dessen Wahl von den staatlichen Behörden bestätigt werden musste. Diese Reformen erstreckten sich auch auf einige Gebiete, die von französischen Truppen besetzt waren, wie zum Beispiel das Königreich Westphalen. Israel Jacobson, Hoffaktor von Jérôme Bonaparte, gründete in Seesen und Kassel Reformsynagogen, in denen Choralmelodien zu Orgelbegleitung gesungen wurden. Nach dem Sturz von Napoleon zog Jacobson nach Berlin, wo er seine Reformbemühungen fortsetzte. In seinem eigenen Haus eröffnete er 1815 einen Gebetsraum und zog zwei Jahre später in die private Synagoge von Jakob Herz Beer, dem Vater von Giacomo Meyerbeer, um. Doch die preußische Regierung, welche von orthodoxen Juden des Öfteren Beschwerden erhielt, untersagte 1818 die Weiterführung der Gottesdienste. Bald breitete sich die Reformbewegung auf weitere Gemeinden aus. Der ungarische Rabbiner Aaron Chorin veröffentlichte 1818 ein Buch zur Verteidigung der Orgel in der Synagoge. In Frankfurt (1816), Hamburg (1817) und während der Leipziger Messe (1820) entstanden Reformsynagogen. Die Synagoge in Hamburg wurde auch von sephardischen Gemeindemitgliedern aufgesucht und existierte bis 1938. Hier wurde die melodische Rezitation der Gebete und der Bibeltexte als unzeitgemäß angesehen und durch einfaches Vorlesen ersetzt. Daneben hielt in Reformsynagogen die deutsche Sprache zunehmend Einzug: Neben Predigten wurden nun auch zahlreiche Gebete anstatt wie bisher auf Hebräisch auf Deutsch vorgetragen. Nach der Märzrevolution 1848 wurden auch in konservativeren Synagogen Orgeln eingebaut. Gemäß einer Zählung von 1933 verfügten damals 74 jüdische Gemeinden in Deutschland über eine Orgel.
Im 19. Jahrhundert begannen sich die westeuropäischen Kantoren beruflich zu organisieren, und es wurden verschiedene Fachzeitschriften publiziert: Der jüdische Cantor, herausgegeben von Abraham Blaustein (1836–1914), Oberkantor in Bromberg, bestand von 1879 bis 1898; die Österreichisch-ungarische Cantoren-Zeitung, gegründet von Jakob Bauer (1852–1926), Chasan am Türkischen Tempel in Wien, wurde von 1881 bis 1902 herausgegeben. Trotz zahlreicher Aktivitäten rund um den Synagogengesang sank die Attraktivität des Kantorenberufs in Westeuropa. Diese Lücke wurde durch Immigranten aus Osteuropa gefüllt, insbesondere nach den Pogromen im Russischen Reich nach dem Attentat auf Zar Alexander II. 1881.
Im Laufe des 19. Jahrhunderts integrierten sich jüdische Musiker zunehmend in der Produktion und Reproduktion der allgemein vorherrschenden Kunstmusik, wurden aber von der Gesellschaft stets als Außenseiter angesehen. Heinrich Heine, der in seinem dritten Brief aus Berlin vom 7. Juni 1822 und den Briefen „Über die französische Bühne“ aus dem Jahr 1837 Felix Mendelssohn Bartholdy noch als den „legitimen Thronfolger Mozarts“ bezeichnet hatte, spricht in seinem Bericht aus Paris über die „Musikalische Saison von 1844“ vom „feinen Eidechsenohr“ und der „passionierten Indifferenz“ des Komponisten. Eindeutig antisemitische Positionen bezieht dann Richard Wagner in seiner Schrift Das Judenthum in der Musik.

## 20. Jahrhundert: Zunehmende Verfolgung und nationale Wiedergeburt
Nachdem im 19. Jahrhundert Kantoren damit begonnen hatten, die mündliche Tradition des Synagogengesangs zu notieren und zu sammeln, wurde diese Aufgabe zu Beginn des 20. Jahrhunderts unter wissenschaftlichen Aspekten weitergeführt und auf die Musik der orientalischen Juden ausgeweitet. Dies ist hauptsächlich das Verdienst des Musikwissenschaftlers Abraham Zvi Idelsohn (1882–1938), der in Russland als Kantor ausgebildet worden war, in den Westen emigrierte und ein Studium an führenden deutschen Konservatorien und der Leipziger Schule für Musikwissenschaft absolvierte. Unter dem Patronat der Wiener Akademie nahm Idelsohn von 1906 bis 1921 Gesänge orientalischer Juden in Jerusalem auf Schallplatten auf und transkribierte sie. Diese Transkriptionen füllen fünf Bände seines zehnbändigen Hauptwerks Hebräisch-orientalischer Melodienschatz. Idelsohn definierte jüdische Musik als von Juden für Juden geschaffene Musik, worauf Curt Sachs (siehe Einleitung) später zurückgegriffen hat. Idelsohn war auch als Komponist tätig und hat eine chassidische Melodie zum berühmten Volkslied Hava Nagila verarbeitet und mit Worten versehen.
Die Wiederbelebung nationaler Werte in der jüdischen Musik ging von Russland aus, wo Rimski-Korsakow seine jüdischen Studenten 1902 in Sankt Petersburg aufforderte, ihre wunderbare Musik zu pflegen. Von 1908 bis 1918 bestand die „Sankt Petersburger Gesellschaft für jüdische Volksmusik“, die jedoch außerhalb eines interessierten jüdischen Publikums nur wenig Anklang fand. Größere Breitenwirkung hatte die Gründung von jüdischen Theatern nach der Oktoberrevolution, darunter auch Habima, das heutige israelische Nationaltheater, das 1917 in Moskau errichtet wurde. In der Sowjetunion gab es jedoch aus politischen Gründen bald keinen Platz mehr für spezifisch jüdische Kunst, so dass deren Vertreter in den Westen emigrierten. Nach einem kurzen Aufenthalt in Berlin zu Beginn der 1920er Jahre zogen die meisten weiter in die USA und nach Palästina. Einige hingegen, wie Michail Gnessin, blieben in der Sowjetunion und wurden dort zu nützlichen Mitgliedern des musikalischen Establishments.
Die Betonung der nationalen Werte in der jüdischen Musik führte zu zwei gegensätzlichen Entwicklungen. Von Osteuropa aus entwickelte sich im Rahmen des zionistischen Aufbaus einer jüdischen nationalen Heimstätte in Palästina die jüdische Volksmusik; der Volkstanz wurde neu belebt und ständig weiterentwickelt (siehe dazu Hora und dessen orientalische Entsprechung Debka). Andererseits gab es jüdische Komponisten, die von deutschen musikalischen Traditionen geprägt waren und auch dann noch, als sie in der Zeit des Nationalsozialismus verfemt und aus Deutschland verjagt wurden, diese Traditionen zusammen mit dem jüdischen Erbe weiter pflegten. Beispiele dafür sind Arnold Schönberg, einer der Begründer der Zwölftonmusik, dessen unvollendet gebliebene Oper Moses und Aron mehrere Jahre nach seinem Tod uraufgeführt wurde, sowie Kurt Weill, der bis zum Jahre 1933 in Berlin ein gefeierter Opernkomponist war und 1934 und 1935, zu Beginn seiner Exilzeit, die Operette Der Kuhhandel sowie das biblische Drama Der Weg der Verheißung schrieb. Diese beiden Werke wurden in einer englischen Fassung uraufgeführt – A Kingdom For a Cow als Musical Play in London, The Eternal Road in New York unter der Regie von Max Reinhardt.
Zur Musik im Holocaust siehe Mädchenorchester von Auschwitz und Männerorchester von Auschwitz.
Nach dem Zweiten Weltkrieg entdeckte man in Deutschland über die Burg-Waldeck-Festivals das jiddische Lied, das dort unter anderem von Lin Jaldati, Peter Rohland, Michaela Weiss und Hai & Topsy vorgetragen wurde. Seit den 1970er Jahren ist die Klezmermusik vor allem durch den Klarinettisten Giora Feidman neu belebt worden.
In den letzten Jahrzehnten erlebten Klezmer-Musik und andere traditionelle jüdische oder jiddische Musik eine Renaissance. In jüngerer Zeit erlangte der Klezmer, beeinflusst von Jazz und anderen Musikrichtungen, mit Bands wie The Klezmatics auch eine moderne Spielart.
Auch abseits des Klezmer brachte der spielerische Umgang mit dem umfangreichen Erbe jüdischer (und jiddischer) Musik- und Gesangstradition mitunter kuriose Ergebnisse hervor, wie etwa die Veröffentlichungen des kanadischen Produzenten und DJs socalled zeigen, der unter anderem Hip-Hop-Versionen traditioneller Lieder mit bekannten jüdischen Musikern der Gegenwart, darunter der Sänger Theodore Bikel, neu eingespielt hat. Die Berliner Schauspielerin und Sängerin Sharon Brauner und der Berliner Bassist und Produzent Daniel Zenke (Lounge Jewels: Yiddish Evergreens) hüllten zum Teil jahrhundertealte jiddische Evergreens in ein modernes musikalisches Gewand und würzten die Lieder mit Swing, Jazz und Pop sowie mit Balkan-Polka, Arabesken, südamerikanischen Rhythmen, mit Reggae, Walzer-, Tango- und sogar Countryelementen.

## Musik in Israel

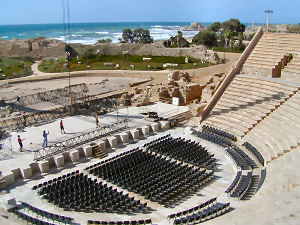
Römisches Theater in Caesarea Maritima (Kesarya).

Der Aufbau eines organischen Musiklebens begann in Palästina in den 1930er Jahren mit der Einwanderung zahlreicher Juden aus Mitteleuropa. 1936 gründete der polnische Geiger Bronisław Huberman das Palestine Orchestra, das nach der Unabhängigkeitserklärung des Staates Israel zu Israel Philharmonic Orchestra umbenannt wurde. Zu den bedeutendsten israelischen Komponisten dieser Zeit gehört Paul Ben-Haim (1897–1984), der ab 1933 in Tel Aviv lebte (siehe dazu auch Liste israelischer Komponisten klassischer Musik). Zu den bedeutenden israelischen Musikwissenschaftlern gehört unter anderem Peter Gradenwitz.
Die israelische Musik ist sehr vielseitig. Einflüsse aus der Diaspora sind häufig erkennbar. Es werden häufig verschiedene Elemente aus unterschiedlichen Stilen kombiniert. Es werden insbesondere westliche mit nahöstlichen und traditionell jüdischen Stile vermischt.
Die wichtigsten Konzertsäle in Israel sind das Charles Bronfman Auditorium in Tel Aviv (hebräisch Heichal Hatarbut „Kulturpalast“) (1957 eröffnet) und Binyene ha-Umma in Jerusalem (1959 eröffnet). Jährliche Musikfestivals gibt es im Kibbuz Ein Gev am Ufer des See Genezareth sowie Freilichtaufführungen im römischen Theater von Caesarea.
In Israel existiert seit den 1970er Jahren eine vielfältige Rock-, Pop- und Chansonszene (siehe dazu auch Israelische Kultur). Berühmte Vertreter der ersten Generation sind Arik Einstein und die Gruppe Kaveret. Yossi Banai hat Chansons von Jacques Brel und Georges Brassens aufgeführt und aufgenommen, die von Naomi Shemer ins Hebräische übersetzt wurden.
Die Lieder der Sängerin Ofra Haza entstammen der jemenitischen Tradition, Chava Alberstein ist von der jiddischen Klezmermusik beeinflusst, Yehuda Poliker verarbeitet Traditionen der griechischen Heimat seiner Eltern.

### Eurovision Song Contest
Seit 1973 nimmt Israel als erstes außereuropäisches Land am Eurovision Song Contest teil. Dabei konnte es 1978, 1979, 1998 und 2018 den ersten Platz belegen.

## Jüdische Musik in der klassischen Musik
Auffallend selten sind Elemente jüdischer Musik in der Klassik zu finden. Seit der Renaissance (Salamone Rossi) ist eine Vielzahl jüdischer Komponisten aktiv und einige von ihnen gehörten zu den erfolgreichsten ihrer Generation (Offenbach, Mendelssohn, Meyerbeer), doch erst Komponisten des 20. Jahrhunderts arbeiten bewusst mit jüdischen Motiven. Ob beispielsweise Mendelssohn sein Elias bewusst aus einer Melodie, die am Versöhnungstag gesungen wird, schöpfte, ist in der Forschung umstritten und eher zweifelhaft, da er ohnehin oft antisemitische Kritik abzuwehren hatte. Gleiches gilt für Gustav Mahler: Max Brods These, dass Mahler seine Rhythmen und Konstruktionen bis hin zum Lied von der Erde aus der jüdischen Musik entlehnte, ist zwar plausibel, aber wissenschaftlich kaum beweisbar. Erst eine Generation später treten besonders mit Ernest Bloch und Dmitri Schostakowitsch Komponisten in Erscheinung, die ausdrücklich jüdisches Material verarbeiten. Bloch versuchte systematisch, jüdisches Denken in die klassische Musik zu integrieren. Schostakowitsch verwendet nur gelegentlich jüdische Motive (besonders in den Werken zwischen Op. 67 und Op. 91), aber möglicherweise durch seinen Erfolg und seine bejahende Einstellung zur jüdischen Volksmusik wurde die Verwendung jüdischer Elemente in der Klassik als legitim akzeptiert. Seitdem sind Verarbeitungen jüdischer Melodien und Rhythmen im Konzertsaal häufiger anzutreffen. Als Beispiel kann der Erfolg von Mieczysław Weinberg dienen, über den die Pianistin Elisaveta Blumina in einem Interview sagte: Einen jüdischeren Komponisten kann ich mir einfach nicht vorstellen. Frühere Komponisten wie Max Bruch (zu Lebzeiten so anerkannt wie Brahms) und Felix Mendelssohn Bartholdy (so anerkannt wie Beethoven) wurden in der NS-Zeit aufgrund ihrer jüdischen Motive aus dem Konzertleben praktisch verbannt und ihre Musik konnte auch in der Ära nach Schostakowitsch nicht wieder die Anerkennung finden, die sie vor der NS-Zeit genoss.

### Berühmte Werke der Klassik mit Motiven aus jüdischer Musik
Max Bruch
- Kol Nidrei Op. 47.

Gustav Mahler
- Sinfonie 1 (3. Satz)

Felix Mendelssohn Bartholdy
- Violinkonzert 1 e-Moll Op. 64 (Einleitungsthema)[13]
- Elias Op. 70 (Nr. 34: Der Herr ging vorüber)

Modest Mussorgski
- Bilder einer Ausstellung (Nr. 6: Samuel Goldenberg und Schmuyle)

Sergei Prokofjew
- Ouverture über hebräische Themen Op. 34.

Maurice Ravel
- Jüdische Melodien (Kaddish, L’énigme éternelle, Meirke mein zun)

Dmitri Schostakowitsch
- Violinkonzert 1 a-moll Op. 77 (2. Satz)
- Cellokonzert 1 Es-Dur, Op. 107 (4. Satz)
- Streichquartett 2 A-Dur Op. 68 (2. Satz)
- Streichquartett 4 D-Dur Op. 83 (3. und 4. Satz)
- Streichquartett 8 c-Moll Op. 110 (2. und 3. Satz)
- Klaviertrio 2 e-Moll Op. 67 (Letzter Satz)
- Das ist nur eine Auswahl häufig gespielter Werke mit erkennbaren jüdischen Klang. Selbst in diesen Werken ist auch an anderen Stellen jüdisches Material auffindbar, so im 2. und 3. Satz des Cellokonzertes oder im Walzer des 3. Satzes von Op. 68, aber der Walzer klingt nicht jüdisch: Das jüdische Element ist erst im Detail erkennbar.[14] Typisch für eine derart vollständige Integration sind die 24 Präludien und Fugen Op. 87: Dass in der 8. Fuge in fis-Moll das eindeutig russische Lied durch ein jüdisches Gebet begleitet wird oder dass in der 14. Fuge in e-Moll ein Kaddisch (jüdisches Totengebet) erklingt, ist sehr wahrscheinlich dem damaligen Sowjetpublikum entgangen. Joachim Braun zählt noch die Fugen 16, 17, 19 und 24.[15] Judith Kuhn findet in den Quartetten Nr. 3 bis 15 jüdisches Material, also nur in den ersten zwei nicht.[16]

### Schostakowitsch über jüdische Volksmusik
In den Memoiren Schostakowitschs ist zu lesen (S. 176):

„Ich glaube, wenn man von musikalischen Einflüssen spricht, so hat die jüdische Volksmusik mich am stärksten geprägt. Ich werde nicht müde, mich an ihr zu begeistern. Sie ist so facettenreich. Sie kann fröhlich erscheinen und in Wirklichkeit tief tragisch sein. Fast immer ist es ein Lachen durch Tränen. Diese Eigenschaft der jüdischen Volksmusik kommt meiner Vorstellung, wie Musik sein soll, sehr nahe. […] Jede echte Volksmusik ist schön, aber von der jüdischen muss ich sagen, sie ist einzigartig.“

Das Buch wurde zwar von der Sowjetregierung als Fälschung deklariert und manche Historiker bezweifeln die Echtheit bis heute, aber ähnliche Aussagen sind auch durch andere Quellen belegt.

## Diskografie (Auswahl)
- Anthologie ostjüdischer Musik. 3 CDs, Vol. 1: Religiöse Gesänge, Vol. 2/3: Jiddische Volks- und Theaterlieder. Musikverlag Pan, Zürich 1997.
- Feidman in Jerusalem. David Shallon, Giora Feidman, Jerusalem Symphony Orchestra. Pläne, Dortmund 1994.
- Forbidden, not forgotten – Suppressed music from 1938–1945. 3 CDs, Vol. 1: Gideon Klein (1919–1945), Viktor Ullmann (1898–1944); Vol. 2: Pavel Haas (1899–1944), Hans Krása (1889–1944); Vol. 3: Karl Amadeus Hartmann (1905–1963). Acum, 1996.
- Jewish Chamber Music. Tabea Zimmermann, Jascha Nemtsov. Hänssler Classic, 2000.
- Mélodies hébraïques. Maurice Ravel, Alberto Hemsi. The Nanum Goldmann Museum of the Jewish Diaspora, New York 1988.
- musica rara – musica famosa. Dmitri Sitkowetski, David Geringas, Jascha Nemtsov. Vol. II: The Doctors’ Plot. Hänssler Classic 2005. (Weinberg: Trio Nr. 1 / Weprik: Drei Volkstänze / Schostakowitsch: Trio Nr. 2)
- Musique judéo-baroque. Louis Saladin, Carlo Großi, Salamone de Rossi Ebreo. Harmonia mundi, Arles 1988.
- Prayer. Sol Gabetta, Leonard Slatkin. Sony Music Entertainment, 2014. (Bloch: From Jewish Life, Baal Shem, Meditation hébraïque, Schelome. Schostakowitsch: Aus jüdischer Volkspoesie)
- Tradition: Itzhak Perlman plays familiar jewish Melodies. EMI Digital, 1987.
- yiddish songs (traditionals 1911 bis 1950), 4 CDs, Membran Music Ltd., Vertrieb: Grosser und Stein, Pforzheim 2004, ISBN 978-3-937730-94-3.